# Cinarósido
Cinarósido es una flavona, un compuesto químico en flavonoides similares. Se trata de un 7-O-glucósido de luteolina.

## Presencia natural
Se puede encontrar en Ferula varia y F. foetida en Campanula persicifolia and C. rotundifolia, en el bambú negro Phyllostachys nigra, y en Teucrium gnaphalodes.

## En los alimentos
Se puede encontrar en el café de raíz de diente de león Taraxacum officinale y en la alcachofa Cynara scolymus.

## Metabolismo
Flavona 7-O-beta-glucosiltransferasa  añade una glucosa a la luteolina.
Una cynarosida 7-O-glucosidasa ha sido identificado en la alcachofa.